# Eupithecia tenuisquama
Eupithecia tenuisquama är en fjärilsart som beskrevs av W. Warren 1896. Eupithecia tenuisquama ingår i släktet Eupithecia och familjen mätare. Inga underarter finns listade i Catalogue of Life.